# Tsuki to Laika to Nosferatu
Tsuki to Laika to Nosferatu (月とライカと吸血姫 Tsuki to Raika to Nosuferatu, 1 wörtliche Übersetzung „Der Mond, Laika und Nosferatu“) ist eine Romanreihe des japanischen Autoren Keisuke Makino, die in den Gattungen Science Fantasy und Romantik zu verorten ist. Die Reihe erschien in Japan zwischen 2016 und 2021 beim japanischen Verleger Shogakukan und inspirierte zu einer Manga-Umsetzung, die 2018 gestartet wurde, und einer Anime-Fernsehserie, die ab Oktober 2021 im japanischen Fernsehen gezeigt wurde.
Die Geschichte folgt dem jungen Kosmonautenkandidaten Lev Leps, der von der Regierung mit der Aufgabe betraut wird, die Vampirin Irina Luminesk auf ihren Testflug ins Weltall vorzubereiten. Als Vampir wird sie als Testsubjekt genutzt, um mögliche Gefahren eines Weltraumfluges für menschliche Kosmonauten auszuloten.

## Handlung
Kurz nach dem Ende des Zweiten Weltkrieges richten die beiden Supermächte, zum einen die Föderale Republik Zirnitra im Osten und zum anderen das Vereinigte Königreich Arnack im Westen, ihre Ambitionen auf die Erschließung neuer Territorien ins Weltall, womit ein Wettrennen um den ersten bemannten Weltraumflug entbrennt.
Im Jahr 1960 kündigt der ranghöchste Politiker der Republik Zirnitra, Fjodor Gergiew, das Weltraumprojekt „Mechtat“ (russisch мечтать, bedeutend träumen im Sinne eines Wunsches) an, welches bei erfolgreicher Durchführung den ersten Menschen im Weltraum hervorbringen würde. Um dieses Ziel zu erreichen, errichtet die Republik die isolierte Stadt Laika 44 auf der sich Kosmonautenkandidaten untereinander messen und Wissenschaftler die Technologien entwickeln, die einen bemannten Weltraumflug ermöglichen sollen. Etwa zur gleichen Zeit wird Lev Leps, ein Ersatzkandidat zum Kosmonauten, mit einer geheimen Aufgabe im Rahmen des so genannten Nosferatu-Projektes betraut, die vorsieht die Vampirin Irina Luminesk auf ihren Testflug ins All vorzubereiten und zu überwachen. Das Projekt nutzt Vampire für Testversuche aus, um mögliche Gefahren eines Weltraumfluges auf Menschen auszuloten.
Trotz des Wettrennens der beiden konkurrierenden Nationen und dessen Stolz verbinden Lev und Irina eine Gemeinsamkeit: Die Faszination für das Universum.

## Veröffentlichungen

### Romanreihe und Manga
Keisuke Makino begann die Romanserie mit der Veröffentlichung des ersten Werkes am 20. Dezember des Jahres 2016. Der Roman erscheint beim japanischen Verlag Shogakukan und brachte bis zum 31. August 2021 sechs Bände hervor. Die in der Light Novel zu sehenden Illustrationen werden von Karei angefertigt. Am 19. August 2021 wurde angekündigt, dass die Romanreihe ins Englische übersetzt und außerhalb Japans veröffentlicht wird.
| Band | Veröffentlichung (Japan) | ISBN (Japan)            |
| ---- | ------------------------ | ----------------------- |
| 1    | 20. Dez. 2016            | ISBN 978-4-09-451647-0. |
| 2    | 18. Apr. 2017            | ISBN 978-4-09-451672-2. |
| 3    | 20. Feb. 2018            | ISBN 978-4-09-451720-0. |
| 4    | 19. Sep. 2018            | ISBN 978-4-09-451752-1. |
| 5    | 21. Aug. 2019            | ISBN 978-4-09-451804-7. |
| 6    | 18. März 2021            | ISBN 978-4-09-451886-3. |
| 7    | 19. Okt. 2021            | ISBN 978-4-09453-037-7. |

Makino startete, basierend auf seiner Romanreihe, einen Manga-Ableger, welcher mit Zeichnungen von Sojihogu versehen sind. Der erste Band des Mangas erschien im März des Jahres 2018 zunächst auf der Website Comic Days des Verlages Kodansha, eine Printveröffentlichung erfolgte im November gleichen Jahres. Aufgrund des schlechten Gesundheitszustandes des Illustrators Sojihogu wurde eine Fortführung des Mangas im Januar 2019 auf unbestimmte Zeit ausgesetzt.
| Band          | Veröffentlichung (Japan) | ISBN (Japan)            |
| ------------- | ------------------------ | ----------------------- |
| 1             | 18. Nov. 2018            | ISBN 978-4-06-513165-7. |
| 08. Aug. 2023 | ISBN 978-4-06-531660-3.  |                         |

### Anime-Fernsehserie
Am 17. März 2021 kündigte der Verlag der Romanreihe, Shogakukan, die Produktion einer Anime-Fernsehserie an, die unter der Regie von Akitoshi Yokoyama, welcher unter anderem an der Entstehung des Anime Photo Kano involviert war, im Animationsstudio Arvo Animation entsteht. Keisuke Makino, der Autor der Roman- und Mangareihe, zeichnet selbst für das Drehbuch verantwortlich, während Hiromi Kato für das Charakterdesign zuständig ist. Die Musik in der Serie wird von Yasunori Mitsuda komponiert.
Die Hauptrollen Lev Leps und Irina Luminesk werden von Kōki Uchiyama und Megumi Hayashibara synchronisiert. Mitte Juli wurden weitere Synchronsprecher und andere Mitwerkende an der Produktion bekannt gegeben. Im August wurde bekannt, dass die Serie ab Oktober 2021 unter anderem auf Tokyo MX, KBS Kyoto, Sun Television und Nippon TV im japanischen Fernsehen gezeigt wird. Außerdem wurden die Interpreten sowie die Lieder im Vor- und Abspann veröffentlicht: Ali Project singen mit Hi no Tsuki das Lied im Vorspann, während die Sängerin Chima mit Arifureta Itsuka im Abspann zu hören ist. Am 6. September wurde der Serienstart für den 3. Oktober 2021 angekündigt.
Wakanim kündigte am 30. September 2021 an, die Serie außerhalb Japans unter dem Titel Irina: The Vampire Cosmonaut im Simulcast zu zeigen, darunter auch im deutschsprachigen Raum. Funimation erhielt die Lizenz für den englischsprachigen Raum.

#### Synchronisation
| Rolle            | Japanische Stimme (Seiyū) |
| ---------------- | ------------------------- |
| Lev Leps         | Kōki Uchiyama             |
| Irina Luminesk   | Megumi Hayashibara        |
| Mikhail Yashin   | Satoshi Hino              |
| Roza Plevitskaya | Mikako Komatsu            |
| Anya Simonyan    | Hina Kino                 |
| Fjodor Gergiew   | Ken’ichi Ogata            |
| Ludmila Harlova  | M • A • O                 |
| Natalia          | Kikuko Inoue              |
| Slava Korovin    | Takaya Hashi              |
| Viktor-chūchō    | Masaki Terasoma           |

#### Episodenliste
| Nr. (ges.) | Nr. (St.) | Deutscher Titel           | Originaltitel                                 | Erstausstrahlung Japan | Deutschsprachige Erstausstrahlung (D) |
| ---------- | --------- | ------------------------- | --------------------------------------------- | ---------------------- | ------------------------------------- |
| 1          | 1         | Das Nosferatu-Projekt     | ノスフェラトゥ計画 (Nosuferatu Keikaku)       | 4. Okt. 2021 2         |                                       |
| 2          | 2         | Der Pfad zum Astronauten  | 宇宙飛行士への道 (Uchū Hikōshi e no Michi)    | 11. Okt. 2021 2        |                                       |
| 3          | 3         | Nachtflug                 | 夜間飛行 (Yakan Hikō)                         | 18. Okt. 2021 2        |                                       |
| 4          | 4         | Der Schwur am See         | 湖の誓い (Mizuumi no Chikai)                  | 25. Okt. 2021 2        |                                       |
| 5          | 5         | Separates Training        | 離ればなれの訓練 (Hanarebanare no Kunren)     | 1. Nov. 2021 2         |                                       |
| 6          | 6         | Die Blutsauger-Prinzessin | 吸血姫 (Nosuferatu)                           | 8. Nov. 2021 2         |                                       |
| 7          | 7         | Lycoris’ Kochshow         | リコリスの料理ショー (Rikorisu no Ryōri Shō)  | 15. Nov. 2021 2        |                                       |
| 8          | 8         | Der Wunsch eines Mädchens | 乙女の祈り (Otome no Inori)                   | 22. Nov. 2021 2        |                                       |
| 9          | 9         | Die weiße Rose Sangrads   | サングラードの白薔薇 (Sangurādo no Shirobara) | 29. Nov. 2021 2        |                                       |
| 10         | 10        | Kalter Frühling           | 冷たい春 (Tsumetai Haru)                      | 6. Dez. 2021 2         |                                       |
| 11         | 11        | Lüge und Wahrheit         | 嘘と真実 (Uso to Shinjitsu)                   | 13. Dez. 2021 2        |                                       |
| 12         | 12        | Auf zur neuen Welt        | 新世界へ (Shin Sekai e)                       | 20. Dez. 2021 2        |                                       |

## Besprechungen
Synchronsprecherin Megumi Hayashibara, die in der Serie die Vampirin Irina Luminesk spricht, sagt, dass die Geschichte auf den ersten Blick voller fantastischer Elemente sei. Dennoch bitte sie die Zuschauer, die in der Serie dargestellte Dummheit und Hässlichkeit des Menschen bei ihrem angestrebten Ziel, ins Weltall zu fliegen, Aufmerksamkeit zu schenken. Ihrer Ansicht nach verbreitet Tsuki to Laika to Nosferatu der heutigen Welt eine starke Mitteilung, dass es trotz vieler Gemeinsamkeiten untereinander dennoch Diskriminierung gibt. Kōki Uchiyama, der Sprecher von Lev Leps, fände es interessant, die Geschichte aus dem Licht der realen Geschichte der Weltraumforschung zu betrachten, obwohl das Setting und die Nationen in dem Werk rein fiktiver Natur sind.
Die Romanreihe wurde 2022 mit dem Seiun-Preis für den besten japanischsprachigen Roman bedacht.